# Рымаровка (Одесская область)
Рымаровка (укр. Римарівка) — село, относится к Подольскому району (ранее до 17 июля 2020 года к Окнянскому району) Одесской области Украины.
Население по переписи 2001 года составляло 351 человек. Почтовый индекс — 67952. Телефонный код — 4861. Занимает площадь 1,52 км². Код КОАТУУ — 5123183401.

## Местный совет
67952, Одесская обл., Окнянский р-н, с. Рымаровка